# ديف أندرسون
ديف أندرسون (بالإنجليزية: Dave Anderson)‏ (11 مارس 1962 بأيرلندا الشمالية في المملكة المتحدة - ) هو مدرب كرة قدم ولاعب كرة قدم بريطاني في مركز حراسة المرمى. شارك مع منتخب إيرلندا الشمالية لكرة القدم من الدرجة الثانية ‏. أما مع النوادي، فقد لعب مع غلينتوران ونادي بانغور.

## وصلات خارجية
- ديف أندرسون على موقع قاعدة بيانات كرة القدم.إي يو (الإنجليزية)